# Z++
Звонимир Хусњак (Осијек, 1996), познатији под уметничким именом Z++, хрватски је трепер и музички продуцент.

## Биографија
Звонимир Хусњак је рођен 1996. године у Осијеку. Одрастао је у осијечком кварту Ретфала. Са 8 година је почео да свира гитару као ученик основне музичке школе Фрање Кухача.
Његово уметничко име настало је као комбинација првог слова његовог имена и програмског језика C++.
Почетком 2018. године започео је сарадњу са Massimo Savage-ом и Ђијем, са којима је касније основао издавачку кућу Retfatlanta Records, као омаж његовом родном осијечком кварту.
Дана 13. септембра 2019. објавио је албум под називом 18++ за издавачку кућу Retfatlanta Records. На албуму се налази једанаест песама, а музику, текст и микс и мастер радио је сам Звонимир.
Крајем исте године наступао је на No sleep фестивалу у Београду. Јануара 2020. наступао је на догађају Дрито из Творнице, када је премијерно извео неке од својих нових песама, између осталих и сарадњу са Војком В. Номинован је за Независну новинарску награду Rock&Off у категорији Rap&Off.
Свој други албум Заувијек објавио је почетком децембра 2020. године. Текст, музику и продукцију је сам радио, а албум је објављен под етикетом yem. У периоду између 2020. и 2024. године наступао је на свим већим фестивалима у региону, укључујући Exit (фестивал), Арсенал фест, Sea Star фестивал, Загребачки фестивал пива, и имао је самосталне наступе у свим већим градовима региона.
2022. године је остварио сарадњу са трепером Хиљсоном Манделом као гост на песми Још ову ноћ, и са бендом Порто Морто са којима је снимио Студио Шећер live session. Те године је освојио награду Цесарицу за хит године за нумеру Требаш ли ме, коју је написао са Матијом Цвеком, а 2023. је за исту нумеру освојио Порин за песму године. Касније 2023. освојио је Цесарицу за песму Седмо небо, сингл који најављује његов трећи албум. Након још једног сингла (ШНиТ из 2023), објављује трећи албум под називом underground pop 17. јула 2024.

## Дискографија

### Албуми
| №   | Назив         | Трајање |  |
| 1.  | Поведи ме     | 2:04    |  |
| 2.  | Сутра         | 3:04    |  |
| 3.  | Још један пут | 0:48    |  |
| 4.  | Црно и златно | 3:47    |  |
| 5.  | Дино Дворник  | 3:47    |  |
| 6.  | Ана           | 3:38    |  |
| 7.  | Афтер на небу | 0:57    |  |
| 8.  | Магија        | 2:58    |  |
| 9.  | Адреналин     | 2:25    |  |
| 10. | Кабриолет     | 3:26    |  |
| 11. | Крај          | 3:57    |  |

| №   | Назив              | Трајање |  |
| 1.  | Тајна              | 3:36    |  |
| 2.  | Нема времена       | 2:41    |  |
| 3.  | Свјетло            | 3:23    |  |
| 4.  | Moshpit            | 2:39    |  |
| 5.  | Зној штеди крв     | 3:59    |  |
| 6.  | Мој свијет         | 3:10    |  |
| 7.  | На пола пута доље  | 4:04    |  |
| 8.  | Иде ми             | 2:37    |  |
| 9.  | Сан                | 2:36    |  |
| 10. | Љето већ је готово | 3:22    |  |
| 11. | Улице              | 3:44    |  |
| 12. | Опет               | 3:05    |  |
| 13. | Заувијек           | 6:10    |  |

Аутор(и) свих текстова и песама: Звонимир Хусњак. 
| №   | Назив                     | Трајање |  |
| 1.  | 7                         | 3:42    |  |
| 2.  | Седмо небо                | 3:44    |  |
| 3.  | На пустом отоку (ft. Там) | 3:01    |  |
| 4.  | Узми или остави           | 2:21    |  |
| 5.  | Луди вјетар               | 2:36    |  |
| 6.  | Антишнит                  | 1:00    |  |
| 7.  | Шнит (ft. Massimo Savage) | 3:43    |  |
| 8.  | Није фер (ft. Bizzo)      | 3:37    |  |
| 9.  | Контрола                  | 4:30    |  |
| 10. | Чаролиа                   | 3:11    |  |
| 11. | Тако ми треба (ft. Цоби)  | 2:52    |  |

### Синглови
- Бројим паре (ft. Massimo Savage, Ђи, 2018)
- đIlluminati (ft. Massimo Savage, Ђи, 2018)
- Бели манастир (ft. Massimo Savage, 2019)
- Контам да да (ft. Massimo Savage, 2019)
- Могли би (ft. Massimo Savage, Вук Ореб, 2019)
- Улице (2019)
- Свијетло (2020)
- Балкан (ft. Војко В, 2020)
- Љето већ је готово (2020)
- Цвјетови зла (2021)
- Дијаманти (2021)[17]
- Седмо небо (2023)
- ШНиТ (ft. Massimo Savage, 2023)